# ملیسا جون هارت
ملیسا جون هارت (انگلیسی: Melissa Joan Hart؛ زاده ۱۸ آوریل ۱۹۷۶) یک هنرپیشه اهل ایالات متحده آمریکا است. وی از سال ۱۹۸۵ میلادی تاکنون مشغول فعالیت بوده‌است.
از فیلم‌های معروف او می‌توان به بازی در فیلم نه مرده و استثنایی‌ها اشاره کرد.